# (34670) 2000 YL11
2000 واي أل 11 (ويعرف أيضًا باسم (34670) 2000 واي أل 11 وفق تسمية الكوكب الصغير) (بالإنجليزية: 2000 YL11)‏ هو كويكب ضمن حزام الكويكبات؛ وترتيبه 34670 من حيث الاكتشاف.
اكتُشف هذا الجُرم الفلكي بواسطة تعقب الأجرام القريبة من الأرض في 19 ديسمبر 2000.

## وصلات خارجية
- (34670) 2000 YL11 في قاعدة بيانات مختبر الدفع النفاث لأجرام النظام الشمسي الصغيرة

- الاكتشاف · مخطط المدار ·  العناصر المدارية · المعلمات المادية

- (34670) 2000 YL11 على موقع ويكي سكاي: DSS2, SDSS, GALEX, IRAS, Hydrogen α, X-Ray, Astrophoto, Sky Map, Articles and images